# Cerapachys crawleyi
Cerapachys crawleyi är en myrart som beskrevs av Wheeler 1924. Cerapachys crawleyi ingår i släktet Cerapachys och familjen myror. Inga underarter finns listade.

## Bildgalleri

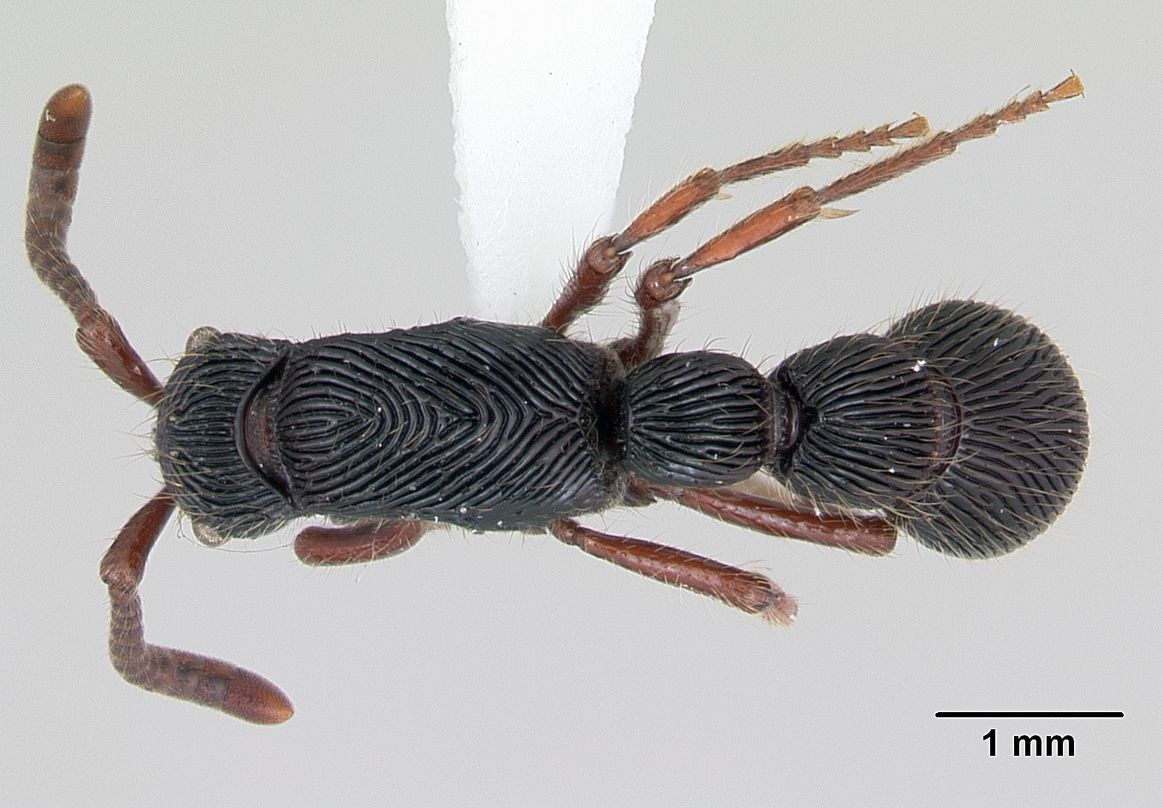
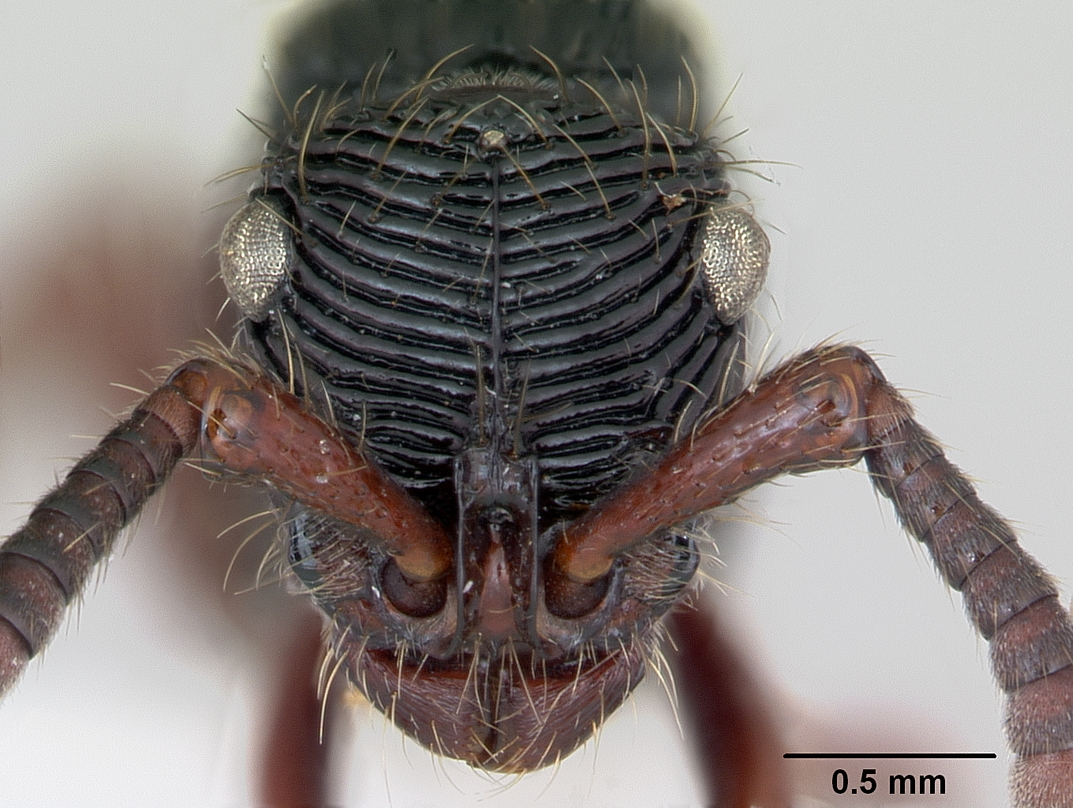
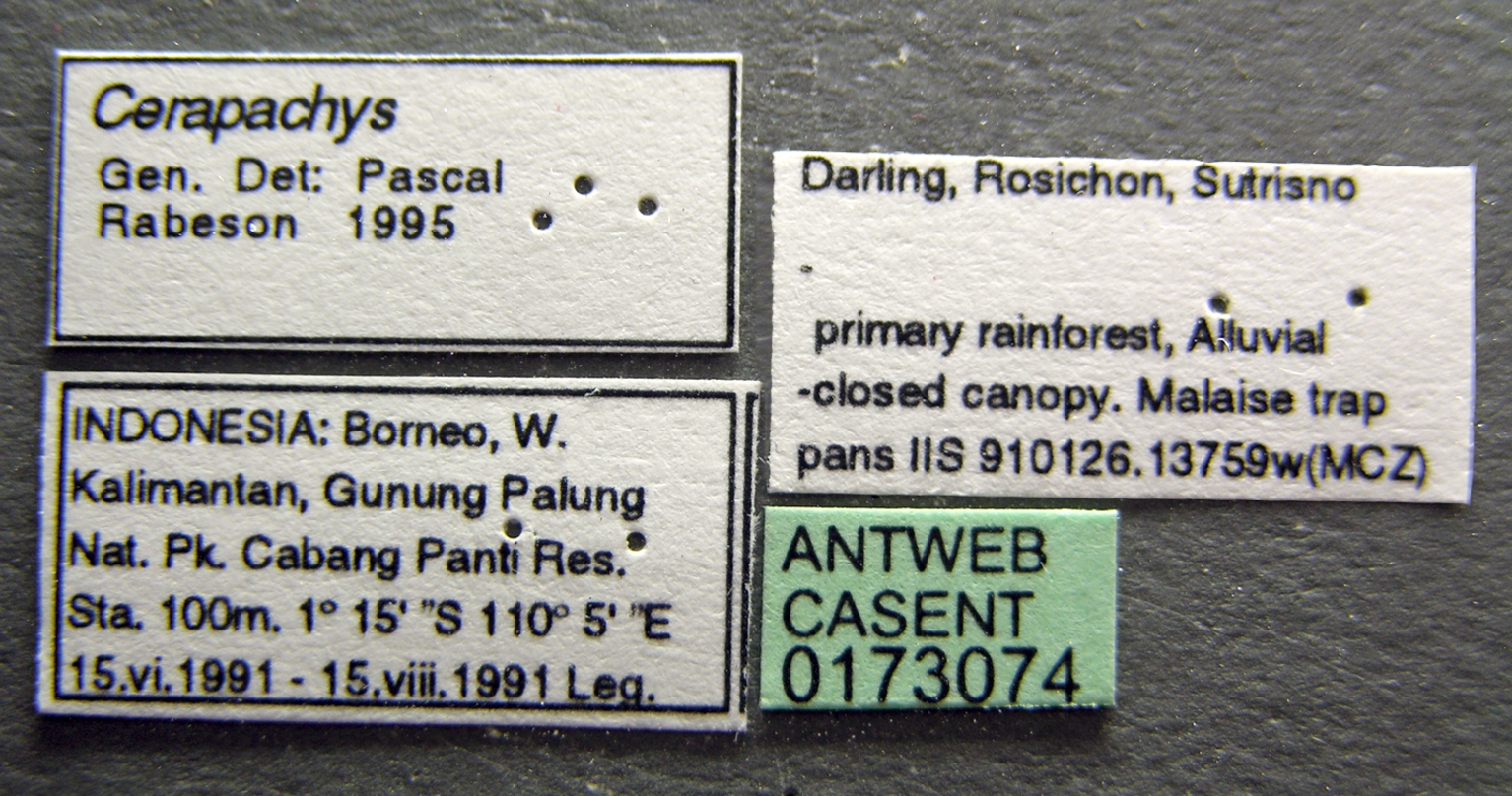
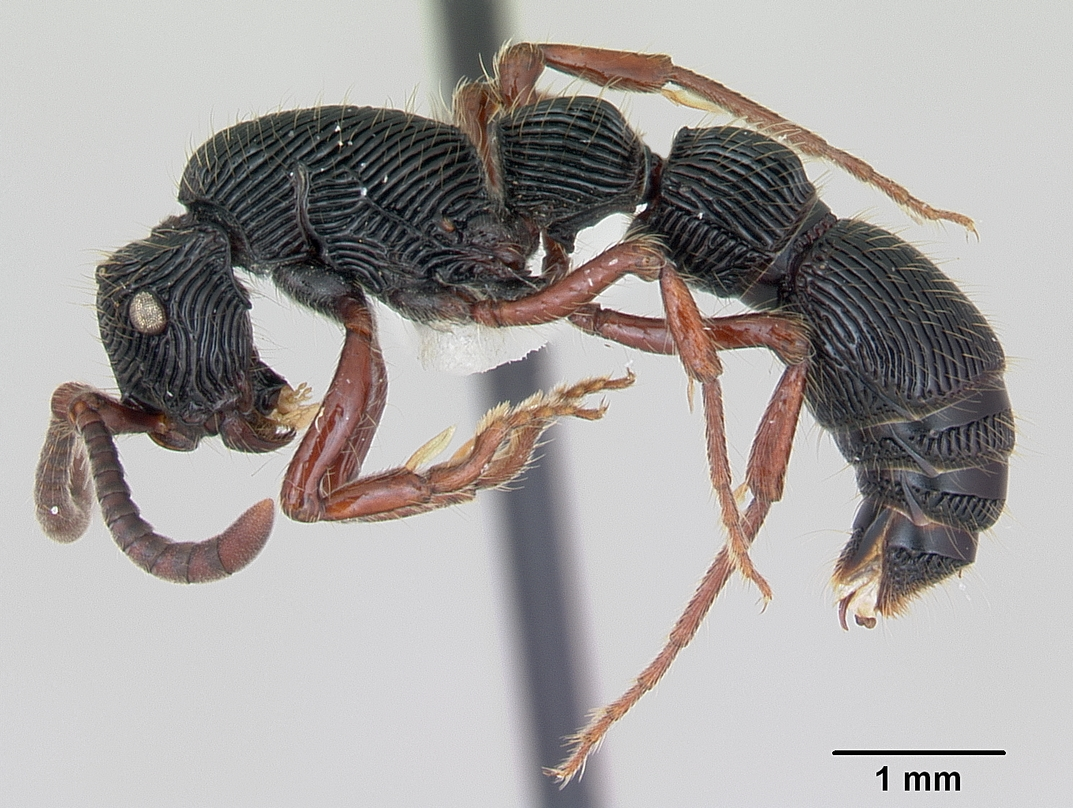
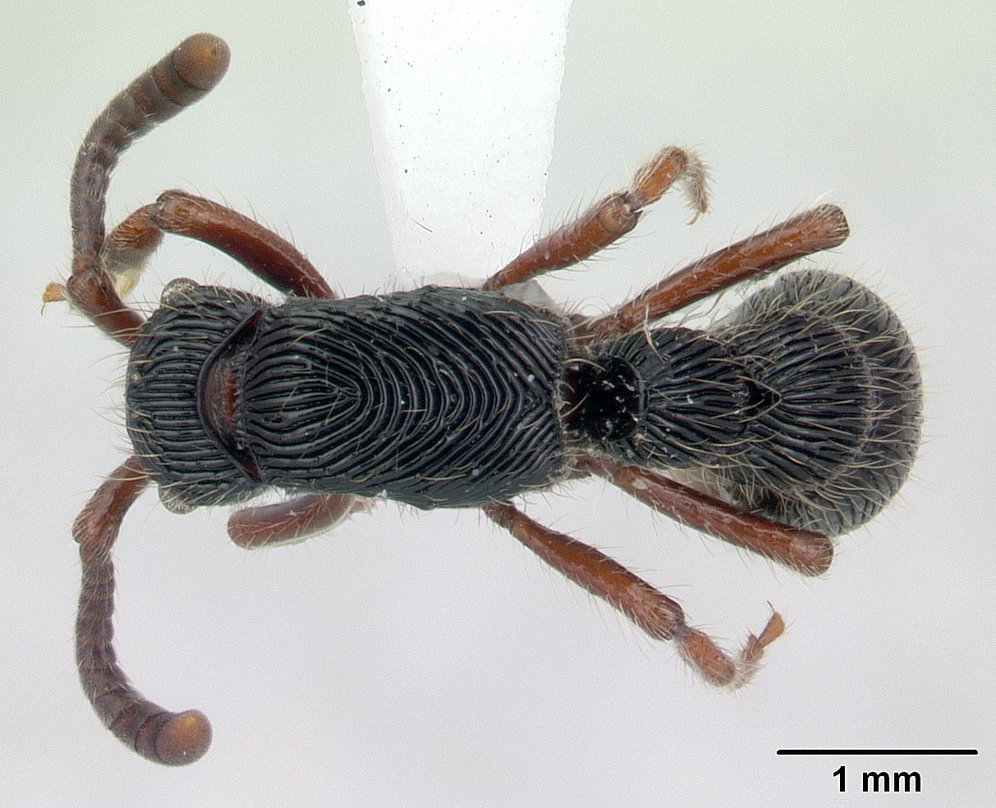
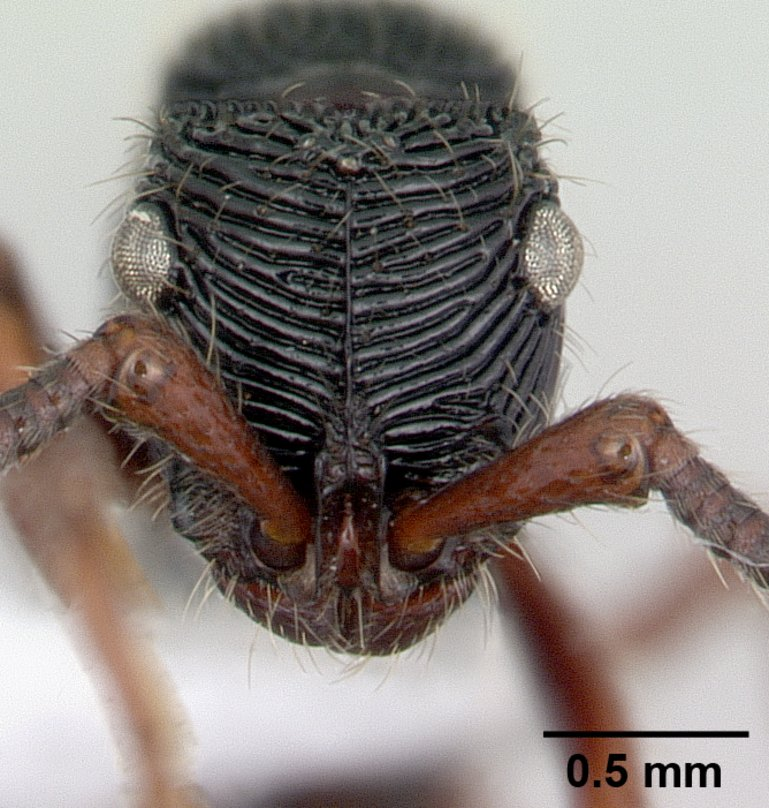